# Mezmerize
《Mezmerize》는 아메리칸 레코딩스와 컬럼비아 레코드가 2005년 5월 17일에 발매한 미국의 헤비 메탈 밴드 시스템 오브 어 다운의 네 번째 스튜디오 음반이다. 음반이 발매되자마자 비평가들의 찬사를 받았다. 이 음반은 첫 주에 45만 장 이상(《Toxicity》보다 20만 장 이상 더 많이 판매) 판매되었으며, 곧바로 빌보드 200에서 1위를 차지했다.
36분이 조금 넘는 길이의 《Mezmerize》는 밴드에서 가장 짧은 스튜디오 음반이다.

## 배경
《Mezmerize》와 《Hypnotize》는 더블 음반의 두 부분으로 간주된다. 《Mezmerize》는 기타리스트 다론 말라키안이 보컬리스트 세르지 탄키안과 보컬 작업의 대부분을 공유하며 적어도 많은 트랙의 절반에서 보컬을 분리한다.
말라키안은 자선 단체를 위한 유명인 야구 경기에 출전한 후 〈Old School Hollywood〉를 작곡했다. 이 노래에는 토니 댄자와 프랭키 아발론도 언급되어 있다.

## 반응
| 전문가 평가          | 전문가 평가 |
| 총 점수              | 총 점수     |
| 출처                 | 점수        |
| -------------------- | ----------- |
| 메타크리틱           | 85/100      |
| 평가 점수            |             |
| 출처                 | 점수        |
| AllMusic             | [ 9 ]       |
| Blabbermouth.net     | [ 10 ]      |
| Drowned in Sound     | 8/10        |
| Entertainment Weekly | A−          |
| People               | [ 4 ]       |
| Pitchfork            | 7.1/10      |
| PopMatters           | 9/10        |
| Rolling Stone        | [ 15 ]      |
| Stylus               | B−          |
| Uncut                | [ 17 ]      |

《Mezmerize》는 19개의 리뷰를 바탕으로 메타크리틱에서 100점 만점에 85점을 기록하며 "보편적인 찬사"를 받으며 비평가들의 찬사를 받았다. 이 음반은 미국 빌보드 200을 포함해 최소 12개국에서 453,000장으로 1위를 차지했으며 , 이후 미국 음반 산업 협회로부터 더블 플래티넘 인증을 받았다. 히트 싱글 〈B.Y.O.B.〉는 2006년 그래미 어워드 최고의 하드 록 퍼포먼스 부문에서 수상했다.

## 곡 목록
모든 곡들은 세르지 탄키안과 다론 말라키안에 의해 작사/작곡하였다.
| #   | 제목                                             | 재생 시간 |
| --- | ------------------------------------------------ | --------- |
| 1.  | Soldier Side - Intro                             | 1:04      |
| 2.  | B.Y.O.B.                                         | 4:15      |
| 3.  | Revenga                                          | 3:48      |
| 4.  | Cigaro                                           | 2:11      |
| 5.  | Radio/Video                                      | 4:09      |
| 6.  | This Cocaine Makes Me Feel Like I'm on This Song | 2:08      |
| 7.  | Violent Pornography                              | 3:31      |
| 8.  | Question!                                        | 3:20      |
| 9.  | Sad Statue                                       | 3:25      |
| 10. | Old School Hollywood                             | 2:56      |
| 11. | Lost in Hollywood                                | 5:20      |

## 인증
| 국가                                                                                         | 인증        | 판매량/출하량 |
| -------------------------------------------------------------------------------------------- | ----------- | ------------- |
| 아르헨티나 (CAPIF)                                                                           | 골드        | 20,000^       |
| 오스트레일리아 (ARIA)                                                                        | 플래티넘    | 70,000^       |
| 오스트리아 (IFPI 오스트리아)                                                                 | 골드        | 15,000*       |
| 벨기에 (BEA)                                                                                 | 골드        | 25,000*       |
| 브라질 (Pro-Música Brasil)                                                                   | 골드        | 50,000*       |
| 캐나다 (뮤직 캐나다)                                                                         | 3× 플래티넘 | 300,000^      |
| 덴마크 (IFPI Danmark)                                                                        | 플래티넘    | 20,000        |
| 핀란드 (Musiikkituottajat)                                                                   | 플래티넘    | 33,068        |
| 프랑스 (SNEP)                                                                                | 골드        | 100,000*      |
| 독일 (BVMI)                                                                                  | 플래티넘    | 200,000       |
| 그리스 (IFPI 그리스)                                                                         | 골드        | 10,000^       |
| 아일랜드 (IRMA)                                                                              | 플래티넘    | 15,000^       |
| 이탈리아 (FIMI) sales since 2009                                                             | 골드        | 25,000*       |
| 뉴질랜드 (RMNZ)                                                                              | 플래티넘    | 15,000^       |
| 스위스 (IFPI 스위스)                                                                         | 골드        | 20,000^       |
| 영국 (BPI)                                                                                   | 골드        | 100,000^      |
| 미국 (RIAA)                                                                                  | 2× 플래티넘 | 2,000,000     |
| *판매량을 기반으로 한 인증 · ^출하량을 기반으로 한 인증 · 판매량+스트리밍을 기반으로 한 인증 |             |               |